# Министерство революционных вооружённых сил Кубы
Министерство революционных вооружённых сил Кубы (исп. Ministro de las Fuerzas Armadas Revolucionarias — MINFAR) — высший орган центрального военного управления в Республике Куба.

## История
Создание министерства началось после победы кубинской революции в январе 1959 года, в ходе создания органов государственной власти и преобразования повстанческой армии Ф. Кастро и формируемых по территориальному принципу отрядов «милисианос» в регулярные вооружённые силы. Одним из первых структурных подразделений стало созданное в феврале 1959 года управление технической, материальной и культурной помощи крестьянству (оказывавшее помощь в транспортировке грузов, ремонте автотракторной техники, уборке сахарного тростника и ликвидации неграмотности в сельских районах страны). 15 октября 1959 года был принят закон № 600 о создании министерства, на должность министра обороны был назначен Рауль Кастро.
13 января 1960 года была утверждена организационная структура министерства из 12 управлений (управление разведки, управление кадров, управление тыла, управление связи и др.).
С 1960 года началось оказание помощи Кубе со стороны СССР и других социалистических государств (в том числе, в военной сфере). После получения военной техники, в мае 1961 года началось создание кадровой армии. В 1962 году на Кубе был открыт советский учебный центр, в котором началась подготовка кубинских военнослужащих с учётом опыта подготовки вооружённых сил СССР и социалистических государств. В дальнейшем, в стране была создана собственная система подготовки военных кадров (командные кадры готовятся в военных училищах, Военно-техническом институте и Военно-морской академии).
23 февраля 2021 года министерство было награждено медалью «75 лет победы в Великой Отечественной войне 1941—1945 годов» — «за вклад в сохранение памяти о Великой Отечественной войне на кубинской земле, воспитание молодёжи и военных страны в духе уважения к героизму тех, кто сражался и отдал свою жизнь за свободу и мир во всём мире» (вручение медали послом РФ в республике Куба А. А. Гуськовым начальнику генерального штаба Кубы бригадному генералу Роберто Легра Сотолонго состоялось в Гаване у памятника советскому воину-интернационалисту).